# Lepidopilum ballivianii
Lepidopilum ballivianii är en bladmossart som beskrevs av Theodor Carl Karl Julius Herzog 1916. Lepidopilum ballivianii ingår i släktet Lepidopilum och familjen Daltoniaceae. Inga underarter finns listade i Catalogue of Life.